# Double Sin and Other Stories
Double Sin and Other Stories is een boek met acht kort verhalen geschreven door Agatha Christie. De bundeling werd in 1961 uitgegeven door Dodd, Mead and Company en verscheen alleen op de Amerikaanse markt. Uitgever Luitingh-Sijthoff verdeelde de verhalen over de verhalenbundels: Avontuur met een kerstpudding (1961), Jane zoekt een baan (1966), Het Wespennest (1967) en Het Regatta-mysterie (1974). 

## Verhalen
| Engelse titel                                                         | Bundel UK                                       | Nederlandse titel             | Nederlandse bundel            |
| --------------------------------------------------------------------- | ----------------------------------------------- | ----------------------------- | ----------------------------- |
| Double Sin                                                            | Poirot's Early Cases                            | Dubbele zonde                 | Het wespennest                |
| Wasp's Nest                                                           | Poirot's Early Cases                            | Het wespennest                | Het wespennest                |
| The Theft of the Royal Ruby (ook: Adventure of the Christmas Pudding) | The Adventure of the Christmas Pudding          | Avontuur met een kerstpudding | Avontuur met een kerstpudding |
| The Dressmaker's Doll                                                 | Miss Marple's Final Cases and Two Other Stories | De pop                        | Het wespennest                |
| Greenshaw’s Folly                                                     | The Adventure of the Christmas Pudding          | De blunder van Greenshaw      | Avontuur met een kerstpudding |
| The Double Clue                                                       | Poirot's Early Cases                            | Een hand vol juwelen          | Jane zoekt een baan           |
| The Last Seance                                                       | The Hound of Death                              | Moord op het medium           | Het Regatta-mysterie          |
| Sanctuary                                                             | Miss Marple's Final Cases and Two Other Stories | Het toevluchtsoord            | Het Regatta-mysterie          |